# The Addams Family (Game Gear)
The Addams Family is een computerspel voor de Sega Game Gear, gebaseerd op The Addams Family. Het spel is ontwikkeld door Arc Developments en uitgebracht door Flying Edge in 1994.
Het spel bevat alle personages uit Charles Addams' strip.
De speler neemt de rol aan van Gomez Addams, die op zoek is naar de vermiste familieleden.